# Metipocregyes nodieri
Metipocregyes nodieri är en skalbaggsart som först beskrevs av Maurice Pic 1933.  Metipocregyes nodieri ingår i släktet Metipocregyes och familjen långhorningar. Inga underarter finns listade i Catalogue of Life.